# Trophée John-Brophy
Le trophée John-Brophy — en anglais : John Brophy Award — est un trophée de hockey sur glace d'Amérique du Nord. Il est décerné annuellement à l'entraîneur de l'ECHL qui a le plus contribué aux succès de son équipe. Le gagnant est choisi par un vote des entraîneurs de l'ECHL, des diffuseurs, des directeurs des relations avec les médias et des membres des médias.

## Historique
Le trophée est remis pour la première fois à la suite de la saison 1988-1989, le trophée était alors simplement nommé Entraîneur de l'année. Depuis la saison 2003-2004, il porte le nom de John Brophy, qui fut entraîneur-chef des Admirals de Hampton Roads et des Nailers de Wheeling pendant 13 saisons. Il a d'ailleurs remporté trois championnats avec les Admirals. Lors de la création du trophée, Brophy détenait les records dans l'ECHL pour le plus de victoires en séries éliminatoires, du plus de présence en séries éliminatoires et du plus de saisons en temps qu'entraîneur-chef.
Bob Ferguson est le seul entraîneur à avoir remporter le trophée à deux reprises, soit en 1999 et en 2000.

## Récipiendaires
| Saison    | Vainqueur         | Équipe                          | Nb |
| --------- | ----------------- | ------------------------------- | -- |
| 1988-1989 | Ronald Hansis     | Panthers d'Érié                 | 1  |
| 1989-1990 | David Allison     | Lancers de la Virginie          | 1  |
| 1990-1991 | Donald Jackson    | Cherokees de Knoxville          | 1  |
| 1991-1992 | Doug Sauter       | Thunderbirds de Winston-Salem   | 1  |
| 1992-1993 | Kurt Kleinendorst | IceCaps de Raleigh              | 1  |
| 1993-1994 | Barry Smith       | Cherokees de Knoxville          | 1  |
| 1994-1995 | James Playfair    | Bombers de Dayton               | 1  |
| 1995-1996 | Roy Sommer        | Renegades de Richmond           | 1  |
| 1996-1997 | Brian McCutcheon  | Chill de Columbus               | 1  |
| 1997-1998 | Chris Nilan       | Icebreakers de Chesapeake       | 1  |
| 1998-1999 | Bob Ferguson      | Everblades de la Floride        | 1  |
| 1999-2000 | Bob Ferguson      | Everblades de la Floride        | 2  |
| 2000-2001 | Troy G. Ward      | Titans de Trenton               | 1  |
| 2001-2002 | Dave Farrish      | Ice Gators de la Louisiane      | 1  |
| 2002-2003 | Claude Noël       | Storm de Toledo                 | 1  |
| 2003-2004 | Pat Bingham       | Nailers de Wheeling             | 1  |
| 2004-2005 | Nick Vitucci      | Storm de Toledo                 | 1  |
| 2005-2006 | Glen Gulutzan     | Wranglers de Las Vegas          | 1  |
| 2006-2007 | Davis Payne       | Aces de l'Alaska                | 1  |
| 2007-2008 | Chuck Weber       | Cyclones de Cincinnati          | 1  |
| 2008-2009 | Rick Kowalsky     | Devils de Trenton               | 1  |
| 2009-2010 | Derek Laxdal      | Steelheads de l'Idaho           | 1  |
| 2010-2011 | Brent Thompson    | Aces de l'Alaska                | 1  |
| 2011-2012 | Robert Murray     | Aces de l'Alaska                | 1  |
| 2011-2012 | John Wroblewski   | Gladiators de Gwinnett          | 1  |
| 2012-2013 | Jarrod Skalde     | Cyclones de Cincinnati          | 1  |
| 2013-2014 | Spencer Carbery   | Stingrays de la Caroline du Sud | 1  |
| 2014-2015 | Derek Lalonde     | Walleye de Toledo               | 1  |
| 2015-2016 | Richard Matvichuk | Mavericks du Missouri           | 1  |
| 2016-2017 | Dan Watson        | Walleye de Toledo               | 1  |
| 2017-2018 | Bradley Ralph     | Everblades de la Floride        | 1  |
| 2018-2019 | Matt Thomas       | Cyclones de Cincinnati          | 1  |
| 2019-2020 | Steve Bergin      | Stingrays de la Caroline du Sud | 1  |
| 2020-2021 | Bruce Ramsay      | Thunder de Wichita              | 1  |
| 2021-2022 | Jeff Pyle         | Gladiators d'Atlanta            | 1  |
| 2022-2023 | Everett Sheen     | Steelheads de l'Idaho           | 1  |
| 2023-2024 | Andrew Lord       | Swamp Rabbits de Greenville     | 1  |
| 2024-2025 | Jared Nightingale | Stingrays de la Caroline du Sud | 1  |